# Cospirazione indo-tedesca

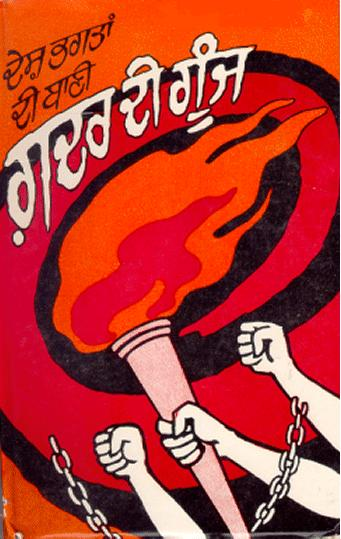
Un manifesto degli indipendentisti indiani

Per cospirazione indo-tedesca, si intende una serie di tentativi formulati tra il 1914 ed il 1917, durante la prima guerra mondiale, per fomentare una rivolta pan-indiana nel Raj britannico allo scopo di indebolire la capacità militare dell'Impero britannico.
Tra i cospiratori vi erano nazionalisti indiani, esponenti del partito Ghadar negli Stati Uniti e del Comitato per l'indipendenza indiana in Germania.
La cospirazione venne sostenuta dall’Auswärtiges Amt (il Ministero degli Esteri tedesco) e dall'Impero ottomano. L'episodio più rilevante fu il tentativo, nel febbraio 1915, di scatenare un ammutinamento dell'esercito indiano allo scopo di cacciare le autorità britanniche dal subcontinente. Il piano venne però scoperto e vanificato dai servizi segreti britannici infiltrati nel movimento ghadarita.